# Buk-myeon, Yeongwol-gun
Buk-myeon (koreanska: 북면) är en socken i Sydkorea. Den ligger i kommunen Yeongwol-gun i provinsen Gangwon, i den centrala delen av landet, 135 km sydost om huvudstaden Seoul.